# Knäsjön (Anundsjö socken, Ångermanland)
Knäsjön är en sjö i Örnsköldsviks kommun i Ångermanland och ingår i Moälvens huvudavrinningsområde. Sjön är 11 meter djup, har en yta på 0,679 kvadratkilometer och är belägen 358 meter över havet. Sjön avvattnas av vattendraget Knäsjöbäcken.

## Delavrinningsområde
Knäsjön ingår i det delavrinningsområde (707305-160865) som SMHI kallar för Mynnar i Utterån. Medelhöjden är 357 meter över havet och ytan är 21,43 kvadratkilometer. Räknas de 2 avrinningsområdena uppströms in blir den ackumulerade arean 32,52 kvadratkilometer. Knäsjöbäcken som avvattnar avrinningsområdet har biflödesordning 3, vilket innebär att vattnet flödar genom totalt 3 vattendrag innan det når havet efter 73 kilometer. Avrinningsområdet består mestadels av skog (82 procent). Avrinningsområdet har 1,11 kvadratkilometer vattenytor vilket ger det en sjöprocent på 5,2 procent.